# 宋在淏 (击剑运动员)
宋在淏（韩语： Song Jaeho，1990年2月19日—）是一名韩国男子击剑运动员，主攻重剑，毕业于大田大学，后加入华城市政厅击剑队。2021年，他随国家队出战东京奥运，联同队友在男子团体重剑铜牌赛上以45比42击败中国队，帮助韩国队首次在该小项上摘得奥运奖牌。